# Air France-vlucht 8969
Air France-vlucht 8969 was een vliegtuig van Air France dat werd gekaapt op 24 december 1994. De crisis werd uiteindelijk opgelost door interventie van de GIGN, een anti-terreureenheid uit Frankrijk die een bestorming deed van het vliegtuig.

## Kaping
Op 24 december 1994 gingen vier gewapende mannen vermomd als Algerijnse politieagenten aan boord van vlucht 8969, een Airbus A300 die van Luchthaven Houari Boumedienne naar Charles De Gaulle International Airport zou vliegen. Ze begonnen passagiers te vragen zich te identificeren, en hun persoonlijke bezittingen die ze bij zich hadden voor de vlucht in een speciale tas te stoppen. Direct hierna maakten ze hun ware aard bekend. De vier kapers, aangevoerd door Abdul Abdullah Yahia, waren leden van de Groupe Islamique Armé (GIA). Ze namen onder dreiging van AK-47’s en Uzi’s de cockpit over, en eisten medewerking van de 220 passagiers en 12 bemanningsleden.
Om 14:00 lokale tijd ontdekten de kapers dat er een Algerijnse politieagent aan boord was. Hij werd meteen doodgeschoten als voorbeeld voor de andere passagiers. Daarna namen de kapers contact op met de verkeerstoren, en eisten toestemming om te vertrekken. Toen dit werd geweigerd, gooiden ze het lijk van de dode agent naar buiten en dreigden nog meer passagiers te vermoorden indien hun eisen niet werden ingewilligd.
Philippe Legorjus, het hoofd van de beveiliging van Air France en voormalig leider van de GIGN, hield contact met het hoofd van de Algerijnse troepen op de luchthaven. Het Algerijnse leger had het vliegtuig omsingeld, en de wielen van het landingsgestel klemgezet. Uiteindelijk werd besloten dat men de kapers voorlopig beter hun zin kon geven, en te proberen hen in Frankrijk te overmeesteren.
De Franse eerste minister Édouard Balladur vroeg de kapers de vrouwen en kinderen van boord te laten gaan in ruil voor toestemming om naar Parijs te vliegen. De kapers gingen in op deze eis, en lieten 63 passagiers gaan. Toen de Algerijnse kolonel het bevel kreeg zijn leger terug te laten trekken en het vliegtuig te laten gaan, weigerde hij. Woedend executeerden de kapers een Vietnamese diplomaat, en gooiden ook zijn lijk naar buiten.
De onderhandelingen gingen gedurende kerstmis door. De Algerijnse soldaten hadden het vliegtuig nog altijd omsingeld, en de Algerijnse en Franse overheden wilden een GIGN-eenheid samenstellen om de Algerijnse soldaten te helpen. Om 21:30 werd de toren opgeroepen door een Franse inzittende van het vliegtuig, die meldde dat hij vermoord zou worden als het toestel niet binnen 30 minuten mocht vertrekken. De Algerijnse kolonel hield voet bij stuk, en om 22:00 werd de Fransman vermoord.
Al snel bleek dat de kapers meer dan twintig staven dynamiet in het vliegtuig hadden meegenomen. Kapitein Favier van de GIGN maakte een plan om het vliegtuig te bestormen en de kapers te overmeesteren zonder daarbij onnodig levens te riskeren. Hij liet een team trainen op een identieke Airbus. Een vliegtuig met GIGN-agenten werd naar Algerije gestuurd, maar kreeg geen toestemming om te landen. Uiteindelijk landde het toestel in Spanje, wachtend op nadere instructies.
Na 40 uur onderhandelen en drie doden, gaf de Algerijnse kolonel toe en liet de blokkade weghalen. Op 26 december, om 02:00 uur, vertrok de gekaapte Airbus richting Parijs. De onderhandelaars besloten het toestel om te leiden naar Luchthaven Marseille Provence, en maakten de kapers wijs dat ze niet genoeg brandstof hadden om Parijs te halen. Het toestel had ook al veel van zijn brandstof verbruikt tijdens de kaping in Algiers daar de Auxiliary power unit de hele tijd aanstond.
De Franse agenten die naar Spanje waren gevlogen werden naar Marseille gehaald, waar ze twintig minuten voor de komst van de gekaapte Airbus landden. Om 3:30 uur landde de gekaapte Airbus. De vermoeide kapers hielden een radiostilte tot de volgende ochtend. Toen de kapers eindelijk contact zochten met de verkeerstoren op de luchthaven, eisten ze 27 ton brandstof, veel meer dan de 9 ton die nodig zou zijn om het laatste stuk naar Parijs te vliegen. De autoriteiten begonnen te vermoeden dat de kapers het toestel in de Eiffeltoren wilden laten vliegen. De extra brandstof zou het toestel dan tot een vliegende bom maken.

## Bestorming
Op 26 december om 17:08 maakten de getrainde commando's zich klaar voor de bestorming van het toestel. Ze wilden toeslaan zodra het vliegtuig richting de verkeerstoren zou taxiën. De GIGN-agenten werden verdekt opgesteld zodat ze pas op het laatste moment zichtbaar zouden worden.
Het vliegtuig zou taxiën naar een afgelegen plek op het vliegveld.
De kapers wilden dus tanken maar de tankmensen durfden niet dichtbij te komen. Uiteindelijk kregen de kapers het door en bevalen ze het vliegtuig naar de gate te taxiën. Alle opstellingen van de commando's moesten binnen twee minuten veranderd worden. Daarna werd het toestel op een andere plaats bestormd.
Op het teken van kapitein Favier bestormden de GIGN-agenten het toestel met mobiele trappen. Scherpschutters die stonden opgesteld op de verkeerstoren namen het toestel onder vuur. Ze konden de kapers echter niet raken daar de copiloot in de weg stond. Dit probleem werd opgelost toen de co-piloot van de chaos gebruik maakte om uit een raam te springen. De GIGN-agenten drongen het vliegtuig binnen via de rechterdeur van de eerste klas.
Nadat de copiloot uit het noodraam van de cockpit was gesprongen, gooiden de commando's verdovingsgranaten naar binnen. Ze schoten de eerste kaper dood, en verwondden een andere. De andere twee kapers schoten echter terug vanuit de cockpit. De wapens van de terroristen bleken sterk genoeg om het pantser van de GIGN-agenten te doorboren.
Terwijl het vuurgevecht aan de gang was, werden de passagiers het vliegtuig uitgeleid via de noodtrap van het vliegtuig. Een tweede groep commando's drong het vliegtuig binnen. De laatste terroristen werden gedood door een granaat. In totaal duurde het gevecht 22 minuten. Elf commando's, dertien passagiers en drie crewleden raakten gewond, maar enkel de vier kapers waren omgekomen. De schade aan het vliegtuig was dusdanig dat herstel niet mogelijk was.
Na de kaping deed Air France afstand van het nummer "vlucht 8969". Vluchten tussen Parijs en Algiers dragen nu de nummers 3543 of 7667.

## Documentaires / Films
Het incident werd behandeld in de aflevering Hijacked van Air Crash Investigation.
De kaping was ook onderwerp van de derde aflevering van de Britse documentaire "The Age of Terror".
De kaping is door Julien Leclercq verfilmd in L'Assaut (Alternatieve titel: The Assault)
Het VPRO-programma In Europa sprak met de co-piloot en nam met hem de kaping door.